# Arthur Vivian Watkins

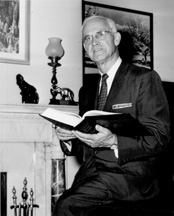
Arthur Vivian Watkins

Arthur Vivian Watkins (* 18. Dezember 1886 in Midway, Wasatch County, Utah; † 1. September 1973 in Orem, Utah) war ein US-amerikanischer Politiker der Republikanischen Partei. Von 1947 bis 1959 saß er für den US-Bundesstaat Utah im US-Senat.

## Leben
Watkins wurde in Midway in Utah als Sohn von Arthur Watkins und Emily Adelia Gerber. Dort besuchte er öffentliche Schulen. An den Universitäten Brigham Young, New York und Columbia studierte Watkins Jura. 1912 schloss er das Studium erfolgreich ab, kehrte nach Utah zurück, wurde als Rechtsanwalt zugelassen und praktizierte fortan in Vernal.
1914 war er als Redakteur einer Lokalzeitung in Vernal tätig. Im gleichen Jahr wurde er zum stellvertretenden Staatsanwalt des Salt Lake County ernannt. In den Jahren 1919 bis 1925 betätigte er sich als Farmer. Zwischen 1928 und 1933 war er Richter am Gericht für den Fourth Judicial District of Utah, einem Gericht des Bundesstaates.
1936 kandidierte Watkins erfolglos für einen Sitz im US-Repräsentantenhaus. 1946 kandidierte er erneut, diesmal für einen Sitz im US-Senat. Er setzte sich gegen Orrice Abram Murdock durch und nahm seinen Sitz im Januar 1947 ein. 1952 gelang ihm die Wiederwahl. Während seiner Zeit im Senat stand er dem United States Senate Committee on Indian Affairs vor. Außerdem stand er dem Unterausschuss vor, der sich mit den Vorwürfen gegen Joseph McCarthy befasste. 1958 versuchte Watkins erneut, wiedergewählt zu werden. In den Vorwahlen setzte er sich gegen J. Bracken Lee durch. Lee kandidierte bei den Hauptwahlen jedoch als unabhängiger Kandidat, so dass die republikanische Wählerschaft gespalten wurde und sich der Demokrat Frank Moss durchsetzen konnte. Watkins schied 1959 aus dem Senat aus.
Nach seinem Ausscheiden aus dem Senat zog es ihn zunächst nach Salt Lake City, später dann nach Orem. Über seine Arbeit im Unterausschuss bezüglich McCarthy verfasste er ein Buch mit dem Titel Enough Rope: The Inside Story of the Censure of Senator Joe McCarthy by his Colleagues: The Controversial Hearings that Signaled the End of a Turbulent Career and a Fearsome Era in American Public Life. Am 1. September 1973 starb Watkins in Orem. Dort wurde er auf dem Eastlawn Memorial Hills cemetery beigesetzt. Er hinterließ seine (zweite) Frau Dorothy und zwei Kinder.